# 南苏门答腊省
南蘇門答臘省是印度尼西亞的一個省，位於蘇門答臘東部，2000年以前也包括邦加島和勿里洞島（現為邦加-勿里洞省）。面積72781平方公里。首府巨港（巴鄰旁）是昔日地區大國三佛齊的首都。下又分另外三市和十區。

## 人口
2000年人口6,900,000人。宗教方面以穆斯林佔多數。